# جوليان فاليرو
جوليان فاليرو (بالفرنسية: Julien Valéro) هو لاعب كرة قدم فرنسي في مركز الهجوم، ولد في 23 فبراير 1984 في بيربينيا في فرنسا. لعب مع نادي بوفيه ونادي سيت ونادي كاين ونادي كويفيلي ونيم أولمبيك.

## وصلات خارجية
- جوليان فاليرو على موقع رابطة كرة القدم الفرنسية للمحترفين (الإنجليزية)
- جوليان فاليرو على موقع قاعدة بيانات كرة القدم.إي يو (الإنجليزية)